# Kątozębne
Kątozębne (Hynobiidae) – rodzina płazów z rzędu płazów ogoniastych (Caudata). Nazwa tej rodziny pochodzi od kształtu tzw. zębów podniebiennych, które u tej rodziny są załamane pod ostrym kątem.

## Zasięg występowania
Rodzina obejmuje około 100 gatunków występujących od Kamczatki, przez Syberię, do wschodniej części europejskiej Rosji, do Turkmenistanu, Afganistanu i Iranu, a na wschód do Korei, Japonii i Chin.

## Systematyka

### Podział systematyczny
Do rodziny kątozębnych należą następujące podrodziny:
- Hynobiinae Cope, 1859
- Onychodactylinae Dubois & Raffaëlli, 2012